# Marco Neirotti
Marco Neirotti (Torino, 7 aprile 1954) è uno scrittore e giornalista italiano.

## Biografia
Marco Neirotti è nato a Torino nel 1954 e vive ad Azzano d'Asti.
Dopo l'apprendistato sull'inserto Tuttolibri, ha iniziato a collaborare con La Stampa dal 1978 ed è stato insignito del Premio Saint-Vincent per il giornalismo nel 1998.
È autore di romanzi, saggi, traduzioni e inchieste giornalistiche.
È figlio del giornalista Tino Neirotti, scomparso nel 1992.

## Opere

### Romanzi
- Assassini di carta, Venezia, Marsilio, 1988 ISBN 88-317-4952-8
- In fuga con Frida, Venezia, Marsilio, 1991 ISBN 88-317-5481-5
- La vocazione del falco, Milano, Mondadori, 1998 ISBN 88-04-43607-7
- Stazione di sosta: cronaca di un cancro, Milano, Interlinea, 2015 ISBN 978-88-6857-028-6

### Saggi
- Invito alla lettura di Fulvio Tomizza, Milano, Mursia, 1979 ISBN 88-425-0084-4
- Fabrizio De André, Torino, EDA, 1982
- Milano, Aosta, Phelina, 1993 fotografie di Dario Fusaro
- Anime schiave: nel cerchio della prostituzione, Roma, Editori riuniti, 2002 ISBN 88-359-5263-8

### Traduzioni
- Scritti di prigionieri politici di Bernadette Morand, Torino, Società editrice internazionale, 1978
- La cruna e il cammello: economia e morale a confronto di Puel Hugues, Torino, Società editrice internazionale, 1991
- Gli ultimi re d'Europa di Pierre Miquel, Milano, Rizzoli, 1994 ISBN 88-17-84348-2